# Сонсонате
Сонсонате (шп. Sonsonate) је град у Салвадору у департману Сонсонате. Према процени из 2007. у граду је живело 71.541 становника.